# La Estancia, delstaten Mexiko
La Estancia är en ort i Mexiko, tillhörande kommunen Nicolás Romero i delstaten Mexiko. La Estancia ligger i den centrala delen av landet och tillhör Mexico Citys storstadsområde. Orten hade 493 invånare vid folkmätningen 2010.